# Stemmen (Kalletal)
Stemmen ist ein Ortsteil der Gemeinde Kalletal im Kreis Lippe. Der Stemmer See ist ein Freizeitzentrum mit Sandstrand und Wasserskianlage. Östlich an die Bebauung grenzt das Naturschutzgebiet Abgrabung Stemmen.
Südlich liegt an der B 238 die kleine Siedlung Elfenborn.

## Geschichte
Der Ort wurde als Stemnhem 1151 erstmals urkundlich erwähnt.
Stemmen wurde am 1. Januar 1969 durch das Lemgo-Gesetz in die Gemeinde Kalletal eingegliedert.

### Einwohnerentwicklung
| Jahr      | 1860 | 1939 | 1962 |
| Einwohner | 664  | 567  | 820  |
| --------- | ---- | ---- | ---- |

## Bauwerke
- Stöckerscher Hof, zweigeschossiges barockes Wohnhaus aus dem Jahr 1750 mit Wirtschaftsgebäuden

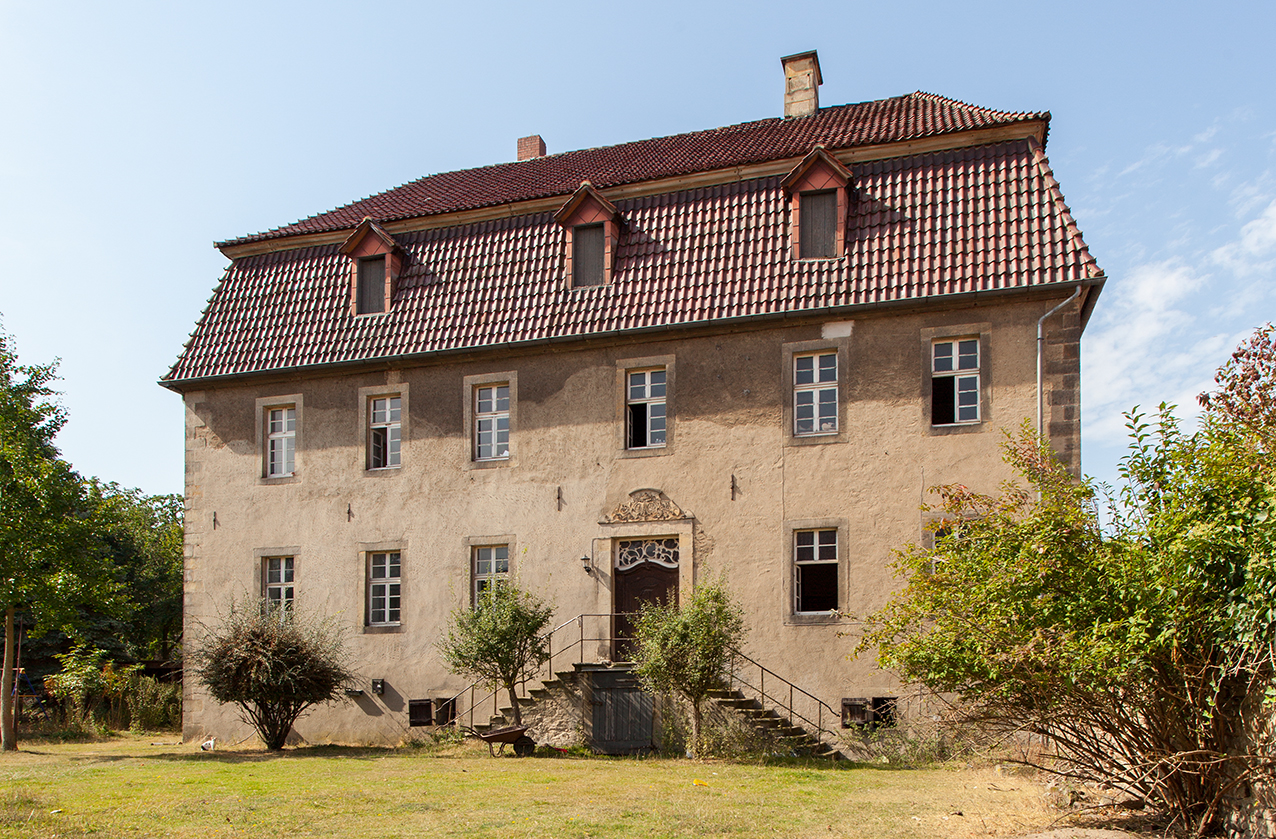
Stöckerscher Hof